# Капков, Сергей Александрович
Серге́й Алекса́ндрович Капко́в (род. 10 декабря 1975, Горький, СССР) — российский государственный деятель, заведующий учебно-научной лабораторией «Центр исследований экономики культуры, городского развития и креативных индустрий» на экономическом факультете МГУ имени М. В. Ломоносова с 2015 года.
Ранее занимал должности руководителя Департамента культуры Москвы в ранге министра правительства Москвы (30 сентября 2011 — 10 марта 2015), председателя правления фонда «Национальная академия футбола», вице-президента РФС по развитию, был депутатом Государственной думы РФ IV и V созывов и директором Центрального парка культуры и отдыха имени Горького (март—август 2011).

## Биография
Сергей Капков родился 10 декабря 1975 года в городе Горьком (сейчас — Нижний Новгород). В 1998 году он окончил факультет «Государственное и муниципальное управление» Волго-Вятской академии государственной службы (сейчас — филиал Российской академии народного хозяйства и государственной службы), там же с 1998 по 2001-й он продолжил обучение в аспирантуре по специальности «социальная философия». В 1999 году Капков руководил предвыборной кампанией Романа Абрамовича на выборах в Госдуму, а впоследствии помогал ему на губернаторских выборах Чукотского автономного округа, на которых Абрамович победил, получив почти 91 % голосов. C 2001 по 2003 год Капков являлся членом правительства Чукотского автономного округа (ЧАО), работал заместителем губернатора и начальником департамента культуры, молодёжи, спорта, туризма и информационной политики ЧАО. В 2003 году избран депутатом Государственной Думы Федерального Собрания РФ четвёртого созыва (член Комитета по гражданскому, уголовному, арбитражному и процессуальному законодательству). В июле 2004 года при участии Капкова был создан некоммерческий фонд «Национальная академия футбола» (НАФ), в котором он занял должность председателя правления. В апреле 2006 года Капков стал вице-президентом по развитию Российского футбольного союза.
В декабре 2007 года Капкова избрали депутатом Государственной Думы Федерального Собрания РФ пятого созыва (первый заместитель председателя Комитета по информационной политике, информационным технологиям и связи), однако спустя четыре года, в марте 2011 года, он сложил с себя депутатские полномочия в связи с назначением на должность директора ГУК города Москвы «Центральный парк культуры и отдыха имени Горького». В августе этого же года Капкова назначили заместителем руководителя Департамента культуры города Москвы, а в сентябре 2011 — руководителем департамента. В сентябре 2013 года он был министром правительства Москвы. В 2015 году мэр Москвы Сергей Собянин сообщил о том, что Капков покинул пост руководителя Департамента культуры Москвы. С 2015 года Капков занимает должность директора Центра исследований экономики культуры, городского развития и креативных индустрий экономического факультета МГУ имени М. В. Ломоносова.

## Деятельность

### Работа на Чукотке
За время работы С. Капкова в Правительстве Чукотского автономного округа под его руководством были реконструированы или капитально отремонтированы 90 % ДК, библиотек, спортивных залов, был построен первый в округе крытый ледовый каток с искусственным льдом, в Анадыре возведён новый Дворец культуры, ставший одним из самых современных комплексов на Дальнем Востоке. Кроме того, построено новое здание для музейного центра «Наследие Чукотки», оснащённое интерактивными панелями с информацией об экспонатах и истории округа, а также возрождены национально-фольклорные фестивали «Корфест», «Берингия» и другие. В 2001 году по инициативе Капкова было создано первое на Чукотке радио в FM-диапазоне — Радио «Пурга», которое неоднократно становилось лауреатом премии «Радиомания». В округе начал работать первый негосударственный телеканал «Белый ветер».

### Работа в Национальной академии футбола
В июле 2004 года при активном участии Капкова был создан некоммерческий фонд «Национальная академия футбола» (НАФ), который он впоследствии возглавил. При содействии фонда было построено около 140 футбольных полей, проводились курсы повышения квалификации для детских тренеров, созданы детские спортивные школы, организованы методические кабинеты при 80 детских спортивных школах, реализована программа обучения молодых судей, в результате которой свою квалификацию повысили более 500 арбитров. НАФ финансировала товарищеский турнир Кубок Первого канала, ряд детских спортивных соревнований, занималась модернизацией Академии футбола имени Юрия Коноплёва.
Капков стал одним из инициатором приглашения голландского тренера Гуса Хиддинка на пост главного тренера сборной России — под руководством Хиддинка в 2008 году сборная России заняла третье место на чемпионате Европы по футболу. В апреле 2006 года Капков был избран вице-президентом Российского футбольного союза по развитию и вошел в состав его исполкома. В 2013 году Роман Абрамович заявил о прекращении финансирования проектов Академии, заявив, что отныне финансированием развития футбола в стране будет заниматься «Газпром». Всего за пять лет работы Фонд вложил в развитие российского футбола около 3 млрд руб.

### Государственная Дума РФ
С декабря 2003 года С. Капков — депутат Государственной Думы IV созыва, член Комитета Госдумы по гражданскому, уголовному, арбитражному и процессуальному законодательству.
В декабре 2007 года был переизбран депутатом Госдумы V созыва. Получил мандат Владимира Путина, утверждён на должность первого заместителя председателя Комитета Госдумы по информационной политике, информационным технологиям и связи. 22 марта 2011 года сложил мандат в связи с уходом на работу в Парк Горького. Мандат был передан ткачихе Елене Лапшиной.

### Единая Россия
Капков был членом высшего совета партии Единая Россия до февраля 2016 г.

### ЦПКиО им. М. Горького
Сергей Капков был назначен на пост директора Парка Горького в 2011 году. За весенне-летний сезон этого же года в парке демонтировали изношенные аттракционы, провели комплексное благоустройство и озеленение территории и Нескучного сада, вход сделали бесплатным, был проведён Wi-Fi. Также началась реставрация исторических объектов — Фонтана с розарием, Беседки 800-летия Москвы в Нескучном саду. Пруды парка были очищены и заселены рыбой и водоплавающими птицами, началось восстановление популяции белок. Наружное освещение было отремонтировано, площадка для настольного тенниса и футбольное поле — реконструированы. Начались бесплатные занятия по йоге. На всей территории парка произведена замена асфальта. В парке были впервые в Москве проложены велодорожки, открыты велопрокаты. Под руководством Капкова за несколько месяцев парк Горького превратился в современный парковый комплекс. В 2013 году парк вошёл в топ-25 самых посещаемых мест на планете по мнению пользователей Facebook.
С сентября 2011 года в парке начал работу кинотеатр под открытым небом «Пионер», спроектированный архитектурным бюро WowHaus. 1 декабря в Парке Горького был открыт самый большой в Европе каток, площадью 15 тысяч квадратных метров. Он стал самым современным в России, на территории катка расположены танцевальная и детская зоны, современная хоккейная площадка. За первые четыре дня работы его посетили около 30 тысяч человек. Одновременно на нём кататься могут до 4 тысяч человек. За зимний сезон 2013—2014 его посетило более 500 тысяч человек.
За свою деятельность по изменению Парка Горького Сергей Капков был признан «Открытием 2011 года» по версии журнала GQ.

### Работа в департаменте культуры Москвы
В августе 2011 года Капкова назначили заместителем руководителя департамента культуры. В его обязанности входило решение проблем парков, усадеб, городских зон отдыха. В сентябре он занял пост главы департамента культуры Москвы, сменив на посту Сергея Худякова, возглавлявшего ведомство с 2001 года. Одной из первых инициатив Капкова стало обеспечение бесплатного входа в музеи в дни зимних каникул, каждое третье воскресенье месяца, майские праздники, День герба и флага Москвы, а также в День города. Благодаря новым мерам, годовая посещаемость московских музеев в 2012 году увеличилась на 20 % и составила 6 миллионов человек.
Парки
Под руководством Капкова был разработан единый городской стандарт благоустройства парков культуры и отдыха — создание детских, спортивных (столы для настольного тенниса, воркаут, скейт-парк) и танцевальных площадок, проведение беспроводного интернета, обустройство пунктов общественного питания, установка общественных туалетов, базовое благоустройство (скамейки, дорожки, газоны, урны). Всего за время руководства Капкова было проведено комплексное благоустройство 14 московских парков культуры и отдыха. В этот список вошли Сокольники, Сад им. Баумана, парк «Красная Пресня», Фили, Музеон. Также была разработана программа «Зима в парке», благодаря которой была создана зимняя инфраструктура — катки с искусственным покрытием, сноуборд парк, лыжни, горки. Благодаря действиям Капкова и департамента культуры посещаемость парков с 2011 по 2013 год выросла почти в два раза и достигла 19 миллионов человек.
Театры
Капков инициировал системную работу по обновлению московских театров. При нём Олег Меньшиков был назначен художественным руководителем театра имени М. Ермоловой, Григорий Папиш — директором Московского театра кукол, Кирилл Серебренников — художественным руководителем театра им. Н. В. Гоголя, Ирина Апексимова — директором театра Романа Виктюка. Кадровая перестановка освежила подход к работе театров и их репертуарам. Также Капков значительно изменил распределение бюджета, также выселив из Зелёного театра Центр Стаса Намина.
Многие театральные помещения были частично отремонтированы, а «Современник» и Электротеатр Станиславский были полностью закрыты на реконструкцию. Капков поручил убыточным театрам пересмотреть репертуар и стараться привлекать зрителей мастер-классами и лекциями артистов. Под патронажем Капкова Театр имени Гоголя стал одним из главных культурных центров Москвы, преобразовавшись в Гоголь-центр. По инициативе Капкова был организован фестиваль «Ночь в театре», проходящий в 40 заведениях, в которых раз в год поздним вечером работники театра показывают внутреннюю жизнь театра, проводят открытые репетиции, экскурсии и лекции.
Библиотеки
Капков стремился преобразовать и библиотечные пространства. По задумке бывшего главы департамента культуры во всех московских библиотеках должен был заработать Wi-Fi, закуплены новые компьютеры и созданы зоны для обсуждения. Также должен был заработать единый электронный каталог. В 2012 году прошёл фестиваль «Библионочь», в котором поучаствовало 18 библиотек, проработавшие до утра — ночью проводились встречи с известными писателями, а экскурсоводы показывали внутреннее устройство библиотек. По инициативе Капкова в московских библиотеках был введён единый читательский билет, а также проведён ремонт в 10 библиотечных зданиях, обновлены библиотеки «Проспект» и библиотека имени Достоевского.
Общественные пространства
Сергей Капков одним из первых в Москве начал формулировать идеологию городских общественных пространств. В феврале 2013 года Сергей Капков выступил с инициативой создания Совета по развитию общественных пространств и эта инициатива была поддержана Мэром Москвы Сергеем Собяниным. В состав совета вошли известные урбанисты, архитекторы, дизайнеры и общественные деятели. На первом заседании Совета под председательством Собянина была презентована концепция превращения Крымской набережной в пешеходную зону.
Пешеходные зоны
При личном участии Капкова разрабатывались и реализованы проекты создания пешеходных зон в историческом центре столицы — на Кузнецком мосту, в Лаврушинском, Столешниковом, Камергерском переулках и на Рождественке. Департамент культуры развивает их как основные площадки для проведения уличных праздников: кулинарных фестивалей, фестивалей уличных театров и уличной культуры. Пешеходные дорожки появились и за пределами центра города.
Общегородские акции
Под руководством Сергея Капкова на новый качественный уровень вышло проведение крупных общегородских акций, таких как День города и акция «Ночь в музее». В 2013 году московская акция «Ночь музеев» стала самой масштабной в Европе, в ней приняли участие 246 учреждений культуры и более 1 млн. 200 тысяч посетителей. Это рекордные показатели за все 7 лет проведения акции в Москве.
12 сентября 2013 года стало известно, что Капков может покинуть пост главы департамента культуры, однако позже эта информация была опровергнута.
10 марта 2015 года Сергей Капков обратился с заявлением о своем уходе с поста главы департамента культуры города Москвы на заседании президиума столичного правительства. На его место назначен глава Мосгорнаследия Александр Кибовский.

### Центр урбанистики
В июле 2015 года стало известно, что Сергей Капков возглавил Центр исследования экономики и культуры, городского развития и креативных индустрий при МГУ. Одним из первых мероприятий, организованных экс-главой департамента культуры, стало приглашение американского экономиста Дарона Аджемоглу в начале 2016 года.
В 2019 году стало известно, что возглавляемый Капковым «Центр урбанистики» разработает мастер-план по благоустройству и развитию Первоуральска по заказу группы ЧТПЗ. На эти цели будет выделено более 70 миллионов рублей. Центр разработает программу освещения города, озеленения, а также определит стандарты благоустройства дворов и общественных пространств.
В марте 2020 года началось строительство Парка покорителей космоса на месте приземления первого космонавта Юрия Гагарина, в Саратовской области. Концепция строительства парка была разработана Центром урбанистики под руководством Сергея Капкова.

## Личная жизнь
- Был в браке с Екатериной Гринчевской (род. 1981) – бывшей фотомоделью, ведущей канала «Россия-24». Пара познакомилась в Нижнем Новгороде в 2000 году. Спустя некоторое время брак распался. В этом браке двое детей — дочь Софья и сын Иван[57].
- В конце 2010 года в прессе активно обсуждался роман Сергея Капкова с Ксенией Собчак[57][58].
- В 2015 году Сергей Капков женился на бывшей супруге депутата Госдумы Дмитрия Гудкова, директоре Центра документального кино Софье Гудковой, у которой от брака с Гудковым двое детей[59]. В 2017 году у них родилась дочь Зои[15]. В 2019 году Капков и Гудкова развелись.